# Цаска, Войтех
Войтех Цаска (чеш. Vojtěch Caska; род. 20 апреля 1954, Malhostovice) — чехословацкий гребец, выступавший за сборную Чехословакии по академической гребле в 1973—1986 годах. Дважды серебряный призёр чемпионатов мира, победитель и призёр первенств национального значения, участник двух летних Олимпийских игр.

## Биография
Войтех Цаска родился 20 апреля 1954 года в деревне Малгостовице, Чехословакия.
Впервые заявил о себе в академической гребле на международном уровне в сезоне 1972 года, когда вошёл в состав чехословацкой национальной сборной и в зачёте распашных рулевых четвёрок одержал победу на юниорском мировом первенстве в Милане.
В 1973 году в безрульных четвёрках занял 11-е место на чемпионате Европы в Москве.
В 1975 году на чемпионате мира в Ноттингеме показал 11-й результат в двойках без рулевого.
Благодаря череде удачных выступлений удостоился права защищать честь страны на летних Олимпийских играх 1976 года в Монреале. Вместе с напарником Мирославом Кнапеком стартовал в программе распашных двоек без рулевого и финишировал в решающем финальном заезде шестым.
В 1977 году в безрульных двойках стал седьмым на чемпионате мира в Амстердаме.
В 1978 году в безрульных четвёрках показал пятый результат на чемпионате мира в Карапиро.
В 1979 году в той же дисциплине получил серебро на чемпионате мира в Дуйсбурге.
Находясь в числе лидеров гребной команды Чехословакии, благополучно прошёл отбор на Олимпийские игры 1980 года в Москве. В безрульных четвёрках со второго места преодолел предварительный квалификационный этап и в дополнительном отборочном заезде квалифицировался в главный финал А, где впоследствии финишировал четвёртым. При этом его партнёрами были гребцы Йозеф Нештицкий, Иржи Прудил и Любомир Заплетал.
После московской Олимпиады Цаска остался действующим спортсменом и продолжил принимать участие в крупнейших международных регатах. Так, в 1981 году он отметился выступлением на чемпионате мира в Мюнхене, где в распашных рулевых четвёрках занял четвёртое место.
В 1982 году в рулевых четвёрках выиграл серебряную медаль на чемпионате мира в Люцерне.
В 1983 году в той же дисциплине был пятым на чемпионате мира в Дуйсбурге.
На чемпионате мира 1985 года в Хазевинкеле стал четвёртым в зачёте рулевых четвёрок.
В 1986 году в рулевых четвёрках занял пятое место на чемпионате мира в Ноттингеме.